# Hồng kỳ (tạp chí)
Hồng kỳ (tiếng Trung: 红旗; bính âm: Hóngqí) là tạp chí chính luận do Đảng Cộng sản Trung Quốc xuất bản. Đây là một trong "Hai Tờ Báo và Một Tạp Chí" trong thập niên 1960 và 1970. Hai tờ báo là Nhân Dân nhật báo và Quang Minh nhật báo. Giải phóng quân báo cũng được coi là một trong số đó.

## Lịch sử
Hồng kỳ bắt đầu ra mắt trong thời kỳ Đại nhảy vọt vào năm 1958. Tạp chí này là sự kế thừa của một tạp chí khác mang tên Học tập. Tên gọi Hồng kỳ do chính Mao Trạch Đông đặt ra. Trần Bá Đạt làm biên tập viên, từng là cơ quan truyền thông quan trọng trong Cách mạng Văn hóa. Năm 1966, Pol Pot sáng lập một tạp chí tương tự có cùng tên ở Campuchia bằng tiếng Khmer gọi là Tung Krahom phỏng theo Hồng kỳ.
Trong thập niên 1960, Hồng kỳ tạm thời ngừng xuất bản, nhưng được tái khởi động vào năm 1968. Tạp chí bắt đầu phát hành hai tuần một lần. Sau đó ấn hành hàng tháng cho đến năm 1979. Hồng kỳ được xuất bản hai tháng một lần từ năm 1980 cho đến năm 1988.
Hồng kỳ bao gồm các luận thuyết dưới sự ủng hộ của đảng. Nó cũng cho đăng các bài viết về những đảng cộng sản ở các quốc gia khác theo quan điểm của đảng. Ví dụ vào tháng 3 năm 1963, bài phát biểu của Palmiro Togliatti, lãnh đạo Đảng Cộng sản Ý, tại Đại hội lần thứ X đã được tạp chí này thảo luận và đánh giá chi tiết.
Tháng 5 năm 1988, giới quan chức Trung Quốc thông báo rằng tạp chí này sẽ bị đình bản. Cuối cùng, nó ngừng xuất bản vào tháng 6 năm 1988, và được thay thế bằng tờ Cầu thị.